# Brzozowy Kąt (wieś w województwie mazowieckim)
Brzozowy Kąt – wieś sołecka w Polsce położona w województwie mazowieckim, w powiecie ostrołęckim, w gminie Czarnia.

## Położenie
Wieś leży na Równinie Kurpiowskiej, w sąsiedztwie Trybówki i kanałów melioracyjnych, przy drodze lokalnej. W odległości ok. 2 km przebiega droga wojewódzka nr 614.

## Historia
W 1827 roku Brzozowy Kąt liczył 26 domostw ze 149 mieszkańcami. Pod koniec XIX wieku ludność wzrosła do 224 mieszkańców, a miejscowość liczyła 681 mórg powierzchni. W latach 1921–1931 wieś leżała w województwie białostockim, w powiecie ostrołęckim, w gminie Wach (od 1931 w gminie Czarnia).
Według Powszechnego Spisu Ludności z 1921 roku wieś zamieszkiwało 260 osoby w 37 budynkach mieszkalnych. Miejscowość należała do parafii rzymskokatolickiej w Czarni. Podlegała pod Sąd Grodzki w Myszyńcu i Okręgowy w Łomży; właściwy urząd pocztowy mieścił się w m. Czarnia.
W wyniku agresji III Rzeszy na Polskę we wrześniu 1939 tereny byłej gminy znalazły się pod okupacją niemiecką i do wyzwolenia weszła w skład Landkreis Scharfenwiese, Regierungsbezirk Zichenau III Rzeszy.
W latach 1975–1998 miejscowość administracyjnie należała do województwa ostrołęckiego.
W 2011 Brzozowy Kąt zamieszkiwało 166 mieszkańców, zaś w 2021 – 138.

## Architektura
W rejestrze zabytków nieruchomych nie ma obiektów z Brzozowego Kąta, ale opracowania turystyczne wzmiankują drewniane chaty pod adresami Brzozowy Kąt 18 i 19 oraz chlew w gospodarstwie nr 29 z początku XX wieku.

## Religia
Wierni Kościoła rzymskokatolickiego należą do parafii Niepokalanego Poczęcia Najświętszej Maryi Panny w Czarni k. Myszyńca.